# Getaria
Getaria è un comune spagnolo di 2 406 abitanti della provincia di Gipuzkoa,  nella comunità autonoma dei Paesi Baschi.